# 4687 Brunsandrej
A 4687 Brunsandrej (ideiglenes jelöléssel 1979 SJ11) a Naprendszer kisbolygóövében található aszteroida. Nyikolaj Sztyepanovics Csernih fedezte fel 1979. szeptember 24-én.